# Памятник генералу Мартинесу Кампосу
Памятник генералу Мартинесу Кампосу (исп. Monumento a Arsenio Martínez Campos) расположен в центре площади Гватемалы в парке Эль-Ретиро (Мадрид, Испания). Он был создан скульптором испанским Мариано Бенлиуре и представляет собой скульптурный ансамбль, центральное место в котором занимает конная статуя генерала Арсенио Мартинеса де Кампоса, сыгравшего ключевую роль в восстановлении Бурбонов на испанском престоле, возглавив в 1874 году военный переворот в Сагунто.

## История и описание
Спустя годы безрезультатного лоббирования Антонио Беренгером и Хосе Ибаньесом Марином идеи возведения памятника, посвящённого Мартинесу Кампосу, маркиз Кабриньяна поддержал эту инициативу, организовав публичный сбор пожертвований на памятник в 1904 году, добившись успеха в привлечении к этому делу многих военных офицеров. Возведение монумента было поручено скульптору Мариано Бенлиуре. Комитет по управлению памятником был создан в 1905 году, его председателем стал генерал Примо де Ривера.
Бенлиуре одновременно с созданием памятника Мартинесу де Кампосу работал и над памятником Кастелару.
Основанием памятника служит лестничный пьедестал из белого мрамора с 4 ступенями. На нём покоится нешлифованная скала из известняка из Тамахона, создавая ощущение естественности композиции.
На передней стороне памятника помещён военный трофей, отлитый из бронзы и состоящий из двух флагов (кавалерии и пехоты) и других предметов, связанных с войной. Надпись, вырезанная выше него в известняке, гласит: "al general martínez campos, modelo de patriotas y soldados, españa" («Генералу Мартинесу Кампосу, образцу для патриотов и солдат, Испания»). На правой стороне известняковой скалы нанесены надписи, содержащие важные даты военной истории, а именно "cuba 1869-1870-1872, 1878-1895", "cataluña 1873-1875" и "norte 1874-1876". Рельеф, высеченный в той же скале, изображает битву при Кастильехосе и занимает левую и заднюю сторону скалы, на мраморной плите ниже него содержится надпись áfrica 1859–1860.
На правой и задней сторонах монумента расположены ещё две дополнительные таблички с надписями "erigido por suscripción nacional voluntaria, iniciada el 5 de diciembre de 1904 por el marqués de cabriñana" («возведён на средства национального сбора добровольных пожертвований, инициированного 5 декабря 1904 года маркизом Кабриньяной») и "inaugurado por s. m. el rey don alfonso xiii, 28 de enero de 1907" («открыт Его Величеством королём Альфонсо XIII, 28 января 1907 года»).
Отлитая в бронзе в Барселоне литейным заводом Masriera & Campins, конная статуя Мартинеса Кампоса служит вершиной всей этой композиции.
Памятник был открыт 28 января 1907 года в ходе церемонии, на которой присутствовали испанский король Альфонсо XIII, его супруга Виктория Евгения, председатель Совета министров Антонио Маура и многие другие высокопоставленные лица.
Правительство автономного сообщества Мадрид объявило в 2013 году монумент генералу Мартинесу Кампосу Объектом культурного интереса Испании (исп. Bien de Interés Cultural, BIC).

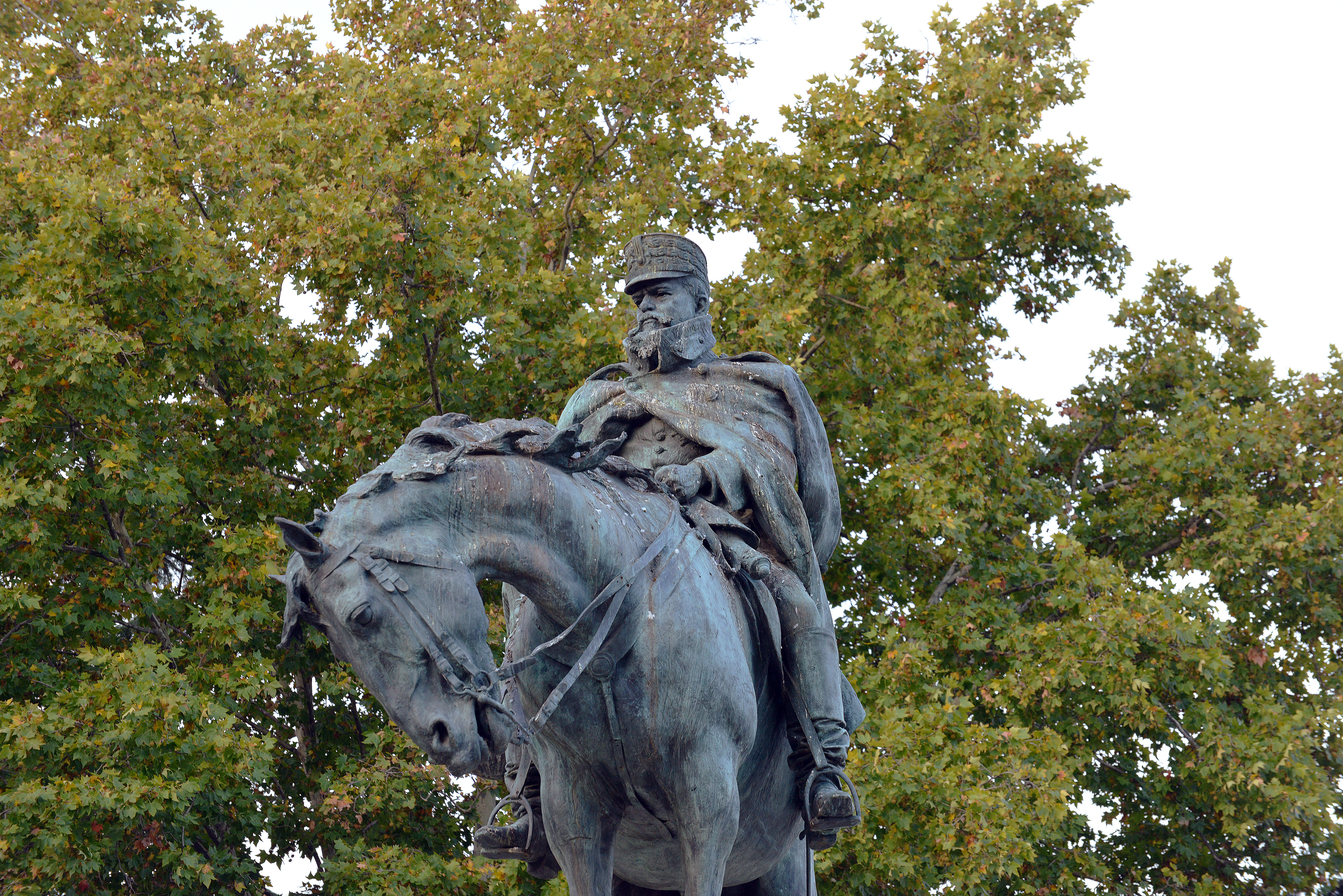
Конная статуя генерала
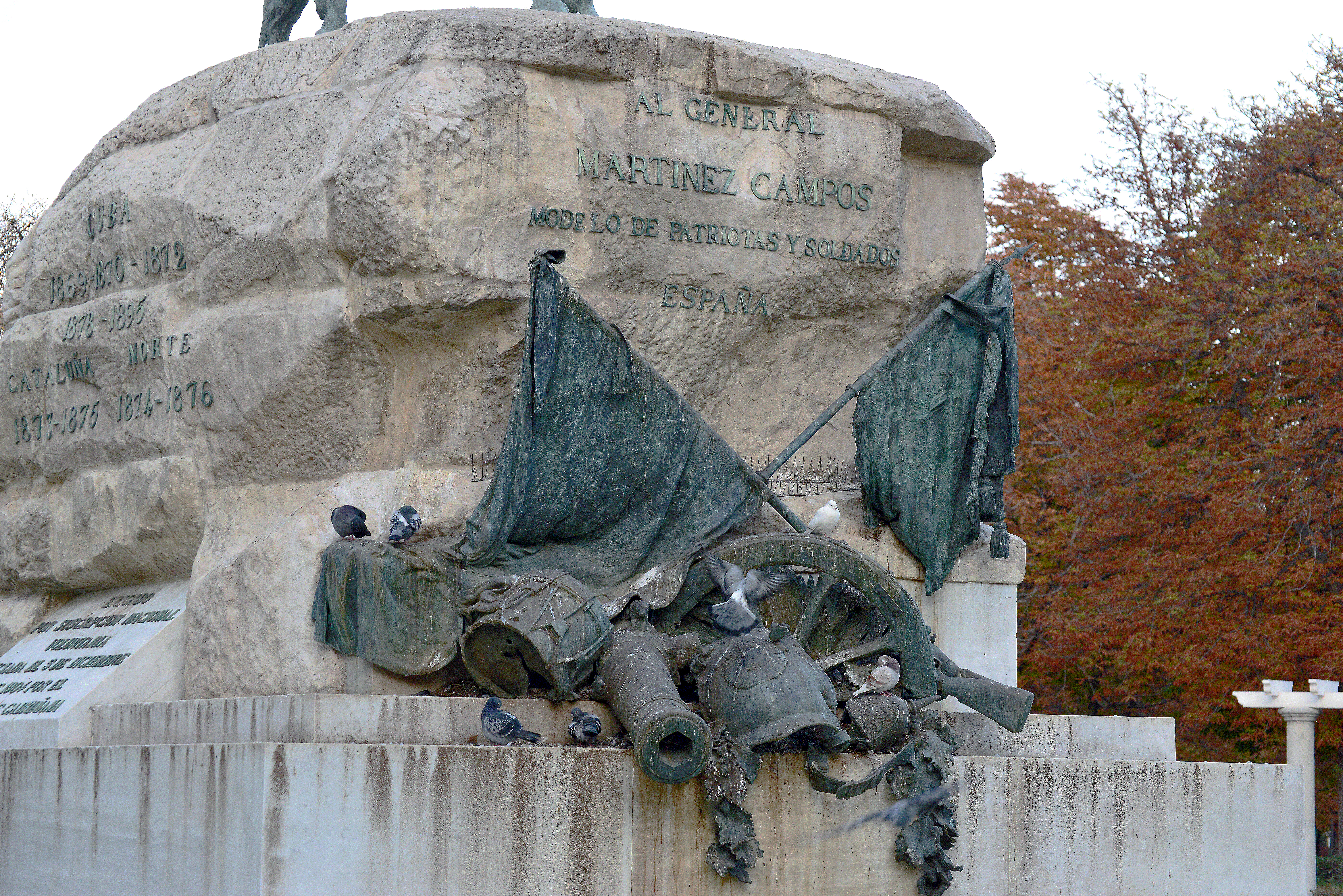
Деталь военного трофея